# Pine Forest
Pine Forest – miasto w Stanach Zjednoczonych, w stanie Teksas, w hrabstwie Orange.